# Кенир
Кенир — водохранилище в штате Тренггану на северо-востоке Малайзии. Создано в 1985 году на реке Кенир.

## Географическая характеристика
Кенир простирается от Келантана на западе до Паханга на востоке. Площадь его — 260 км². Здесь расположено 340 малых островов, которые были прежде холмами или возвышенностями. на этой местности было множество ручьев и рек, более 14 водопадов. Служит водным путём в Таман-Негара.

## Флора и фауна
Кенир является местом обитания для многих видов пресных рыб и экзотической жизни.
Последние научные исследования показывают, что местная фауна насчитывает ок. 300 видов рыб.
Наличие мертвых деревьев вокруг озера служит прекрасной площадкой для размножения рыб. Водоросли растут на бревнах и ветвях. Из исследований и наблюдений, проведенных Департаментом рыбного хозяйства, в таких условиях прекрасно приживаются следующие виды: Lampam Sungai (Barboides), Kelah (малайзийский Mahsee), Toman (Snakehead), Kawan (Товарищеский Барб), Kalui (Giant Gouramy) и Kelisa (зелёный Arowana).
Джунгли Кенира являются домом для некоторых исчезающих видов, таких, как азиатские слоны и тигры Малайзии.

## Туризм
Берега водохранилища были успешно приспособлены для эко-туризма, здесь есть много курортов. Рыбалка популярна, как и походы в джунгли, пещеры, к водопадам. По словам местных жителей, лучшее время для рыбалки — август, когда уровень воды снижается. Популярны такие места, как Пенгкалан Гави, Бевах в Национальном парке, вдоль рек Саок, Ласир, Тембат и Лавит. Одним из многих водным видом спорта или развлечением является гребля и катание на лодках, байдарках, каноэ, плотах. На реках встречаются пороги, что делает развлечение более увлекательным.